# Literaturjahr 1983
Liste der Literaturjahre

◄◄ | ◄ | 1979 | 1980 | 1981 | 1982 | Literaturjahr 1983 | 1984 | 1985 | 1986 | 1987 | ► | ►►

Weitere Ereignisse

## Ereignisse

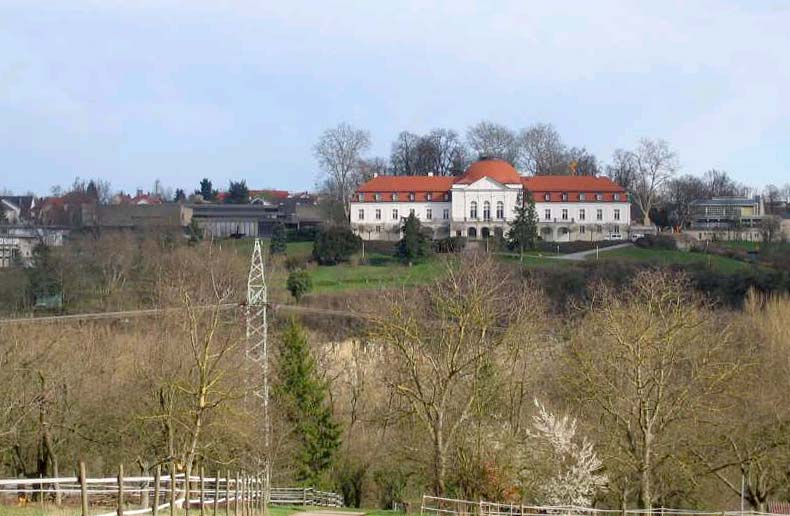
Deutsches Literaturarchiv und Schiller-Nationalmuseum

- Bochum: George Tabori bringt 1983 sein drittes Holocaust-Drama heraus, dessen Uraufführung exakt am 50. Jahrestag der Machtergreifung am 30. Januar 1983 am Schauspielhaus Bochum stattfindet. Der Titel Jubiläum ist offenkundig ironisch gewählt. Dabei verwendet er erstmals historisches Material.[1] Das Stück wird 1983 mit dem Mülheimer Dramatikerpreis ausgezeichnet.
- Marbach am Neckar: Die Ausstellung Klassiker in finsterer Zeit im Deutschen Literaturarchivs Marbach über die während der Zeit des Nationalsozialismus stattfindende Rezeption deutschsprachigen klassische Literatur findet regen Zuspruch.[2]
- München: Am 21. Januar erfolgt die posthume Uraufführung des Schauspiels Bruder Eichmann von Heinar Kipphardt im Münchner Residenztheater.
- Wien: Die für Dezember 1983 geplante Inszenierung von William Shakespeares Julius Cäsar am Wiener Burgtheater in einer Bearbeitung von Pavel Kohout scheitert, da Hauptdarsteller Oskar Werner einen alkoholbedingten Eklat beim Oskar-Werner-Festival Wachau begeht.[3]
- Paris: Der senegalesische Dichter und Staatsmann Léopold Sédar Senghor wird als erster Afrikaner Mitglied in der Académie française.
- New York: In den Vereinigten Staaten entbrennt durch eine Artikelserie in Publishers Weekly eine Diskussion über die vermeintlich objektiven Auswahlkriterien der Bestseller-Listen der New York Times.[4][5]
- Toronto: Das Board of Trustees of the Ontario Historical Studies vergibt erstmals den Floyd S. Chalmers Award in Ontario History für ein historisches Sachbuch zur Geschichte Ontarios.[6]
- London: Das Evangeliar Heinrichs des Löwen wird am 6. Dezember im Auktionshaus Sotheby’s für 32,5 Millionen D-Mark von der Bundesrepublik Deutschland ersteigert.

## Preise
- Literaturnobelpreis: William Golding[7]

- Nebula Award

- David Brin, Startide Rising, Sternenflut, Kategorie: Bester Roman
- Greg Bear, Hardfought, Der Feind in mir, Kategorie: Bester Kurzroman
- Greg Bear, Blood Music, Die Musik des Blutes auch: Musik des Blutes auch: Blut-Musik, Kategorie: Beste Erzählung
- Gardner Dozois, The Peacemaker, Kategorie: Beste Kurzgeschichte

- Hugo Award

- Isaac Asimov, Foundation's Edge, Auf der Suche nach der Erde, auch: Die Suche nach der Erde, Kategorie: Bester Roman
- Joanna Russ, Souls, Seelen, Kategorie: Bester Kurzroman
- Connie Willis, Fire Watch, Brandwache, Kategorie: Beste Erzählung
- Spider Robinson, Melancholy Elephants, Kategorie: Beste Kurzgeschichte

- Locus Award

- Isaac Asimov, Foundation's Edge, Auf der Suche nach der Erde, auch: Die Suche nach der Erde, Kategorie: Bester SF-Roman
- Gene Wolfe, The Sword of the Lictor, Das Schwert des Liktors, Kategorie: Bester Fantasy-Roman
- Donald Kingsbury, Courtship Rite, Die Riten der Minne, Kategorie: Bester Erstlingsroman
- Joanna Russ, Souls, Seelen, Kategorie: Bester Kurzroman
- Harlan Ellison, Djinn, No Chaser, Kategorie: Beste Erzählung
- Ursula K. Le Guin, Sur, Kategorie: Beste Kurzgeschichte
- Fritz Leiber, The Ghost Light, Kategorie: Beste Sammlung
- Terry Carr, The Best Science Fiction of the Year #11, Kategorie: Beste Anthologie

- Kurd-Laßwitz-Preis

- Richard Hey, Im Jahr 95 nach Hiroshima, Kategorie: Bester Roman
- Wolfgang Jeschke, Osiris Land, Kategorie: Beste Erzählung
- Andreas Brandhorst, Die Planktonfischer, Kategorie: Beste Kurzgeschichte
- Michael Kubiak, Kategorie: Bester Übersetzer
- Hans Joachim Alpers, Werner Fuchs und Ronald M. Hahn für Reclams Science Fiction Führer, Sonderpreis

- Philip K. Dick Award

- Tim Powers, The Anubis Gates, Die Tore zu Anubis Reich

- Booker Prize: J. M. Coetzee, Leben und Zeit des Michael K.
- Floyd S. Chalmers Award in Ontario History: Gerald Killan, David Boyle: From Artisan to Archeologist
- Friedenspreis des deutschen Buchhandels: Manès Sperber
- Ingeborg-Bachmann-Preis: Friederike Roth, Das Buch des Lebens
- Prix Goncourt: Frédérick Tristan, Les égarés
- Pulitzer Prize for Drama: Marsha Norman, 'night, Mother
- Pulitzer Prize for Fiction:  Alice Walker, The Color Purple
- Pulitzer Prize for Poetry: Galway Kinnell, Selected Poems
- Premio Nadal:  Salvador García Aguilar, Regocijo en el hombre
- Georg-Brandes-Preis: Pil Dahlerup, 	Det moderne gennembruds kvinder
- Søren-Gyldendal-Preis: Inger Christensen
- Kritikerprisen (Dänemark): Dorrit Willumsen, Marie
- Weekendavisens litteraturpris: Jørgen Christian Hansen, Knæleren
- Kritikerprisen (Norwegen): Kjell Askildsen,  Thomas F's siste nedtegnelser til allmennheten

## Neuerscheinungen
Belletristik
- Aladins Problem – Ernst Jünger
- Anlaß zu lieben – Nadine Gordimer
- Der Aufbruch zu den Sternen – Isaac Asimov
- Auf dem schwarzen Berg – Bruce Chatwin
- Auf den Schwingen des Adlers – Ken Follett
- Begegnung mit Bonaparte – Bulat Okudschawa
- Bessere Verhältnisse – John Updike
- Der Chinese des Schmerzes – Peter Handke
- Christine – Stephen King
- Die Entdeckung der Langsamkeit – Sten Nadolny
- Jahrestage, Abschluss des Romanzyklus – Uwe Johnson
- Julia, oder die Gemälde – Arno Schmidt
- Kassandra – Christa Wolf
- Die Klavierspielerin – Elfriede Jelinek
- Der Laden, Beginn einer Romantrilogie – Erwin Strittmatter
- Leben und Zeit des Michael K. – J. M. Coetzee
- Die Libelle – John le Carré
- Die Nebel von Avalon – Marion Zimmer Bradley
- Recitatif – Toni Morrison
- Die Schur – Bohumil Hrabal
- Die schwarzen Vögel – Maarten ’t Hart
- Der Trost von Fremden – Ian McEwan
- Der Untergeher – Thomas Bernhard
- Der verbotene Kontinent – Georg Zauner
- Wahn und Müll – Jürg Federspiel
- Wenn du geredet hättest, Desdemona – Christine Brückner

- „Bibliothek des 21. Jahrhunderts“ von Stanisław Lem:
  - Eine Minute der Menschheit
  - Waffensysteme des 21. Jahrhunderts
  - Das Katastrophenprinzip

Drama
- Der Schein trügt (UA Jan. 1984) – Thomas Bernhard

Sachliteratur
- Die Autonauten auf der Kosmobahn – Julio Cortázar
- Das große Wasser – Rainer Sacher
- Mastering the Art of French Cooking – Julia Child/Simone Beck
- The Meaning of Liff – Douglas Adams/John Lloyd
- Philosophie des Zufalls, Bd. 1 – Stanisław Lem

Kinder- und Jugendliteratur
- Doktor De Soto – William Steig
- Der Geburtstagsgorilla – Anthony Browne
- Geh, sattle das Meer – Joan Aiken
- Der Herrscher im Fels – T. H. White
- Hexen hexen – Roald Dahl
- Das Mädchen mit der Katze – Alfred Wellm
- Samson, der große rote Hund – Norman Bridwell
- Unsere Sonja Sonnenschein – Roger Hargreaves

Weitere Literatur
- Shunas Reise (Manga; OA) – Hayao Miyazaki

## Geboren
- 23. Januar: Nick Antosca, US-amerikanischer Schriftsteller, Drehbuchautor und Filmproduzent
- 26. März: Meral Kureyshi, Schweizer Schriftstellerin
- 14. April: Nataša Kramberger, slowenische Schriftstellerin und Publizistin
- 02. Mai: Wytske Versteeg, niederländische Schriftstellerin und Essayistin
- 16. Mai: Helena Adler, österreichische Schriftstellerin und bildende Künstlerin († 2024)
- 24. Mai: Sebastian Guhr, deutscher Schriftsteller
- 08. Juni: Nino Haratischwili, deutsche Schriftstellerin, Dramatikerin und Theaterregisseurin
- 08. August: Hitomi Kanehara, japanische Schriftstellerin
- 16. August: Valeria Luiselli, mexikanische Schriftstellerin (spanisch und englisch schreibend)
- 27. August: Erika Fatland, norwegische Sozialanthropologin und Autorin
- 11. September: Magda Woitzuck, österreichische Schriftstellerin
- 18. September: Sahar Delijani, iranische Schriftstellerin
- 25. September: Sabri Louatah, französischer Schriftsteller
- 30. Oktober: Anja Kampmann, deutsche Schriftstellerin
- 17. November: Christopher Paolini, US-amerikanischer Schriftsteller
- 06. Dezember: Jason Reynolds, US-amerikanischer Schriftsteller
- 09. Dezember: Robert Prosser, österreichischer Schriftsteller
- 20. Dezember: Taylor Jenkins Reid, US-amerikanische Schriftstellerin
- 25. Dezember: David Pefko, niederländischer Schriftsteller

### Genaues Datum unbekannt
- Amal Aden, somalisch-norwegische Autorin und Aktivistin
- Artur Dziuk, deutscher Schriftsteller
- Roman Ehrlich, deutscher Schriftsteller
- Carola Gruber, deutsche Schriftstellerin
- Lorenz Just, deutscher Islamwissenschaftler und Schriftsteller
- Phil Klay, US-amerikanischer Schriftsteller
- Martin Kordić, deutscher Schriftsteller und Verlagslektor
- Cloé Korman, französische Schriftstellerin
- Lisa Kreißler, deutsche Schriftstellerin
- Inés Martín Rodrigo, spanische Journalistin und Schriftstellerin
- Elena Messner, österreichische Schriftstellerin, Kultur- und Literaturwissenschaftlerin
- Romina Pleschko, österreichische Schriftstellerin
- Eva Rottmann, deutsche Schriftstellerin und Dramatikerin
- Ronen Steinke, deutscher Jurist, Journalist und Buchautor
- Darja Stocker, Schweizer Theaterautorin
- Sabaa Tahir, pakistanisch-amerikanische Schriftstellerin
- Deniz Utlu, deutscher Schriftsteller, Essayist und Kolumnist
- Jana Volkmann, deutsche Schriftstellerin
- Julia Weber, Schweizer Schriftstellerin
- Jan Wilm, deutscher Schriftsteller, Übersetzer und Literaturkritiker

## Gestorben

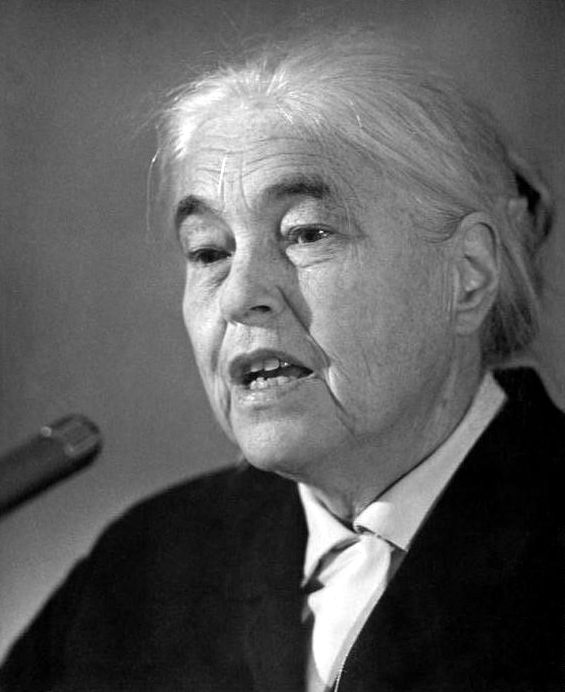
Anna Seghers, 1966

- 15. Januar: Ernst Erich Noth, US-amerikanischer Literaturwissenschaftler und Schriftsteller (* 1909)
- 21. Januar: Satomi Ton, japanischer Schriftsteller (* 1888)
- 25. Januar: Leopold Marx, schwäbischer Schriftsteller, Dichter und Fabrikant (* 1889)
- 28. Januar: Bryher, britische Schriftstellerin (* 1894)
- 19. Februar: Otto Basil, österreichischer Schriftsteller, Publizist und Journalist (* 1901)
- 25. Februar: Tennessee Williams, US-amerikanischer Schriftsteller und Dramatiker (* 1911)
- 01. März: Kobayashi Hideo, japanischer Literaturkritiker und Schriftsteller (* 1902)
- 01. März: Arthur Koestler, österreichisch-ungarischer Schriftsteller (* 1905)
- 03. März: Hergé, belgischer Comic-Autor und Zeichner (* 1907)
- 05. März: Otto Zierer, deutscher Schriftsteller (* 1909)
- 18. März: Gerhard Desczyk, Politiker der DDR und Cheflektor des Union Verlages Berlin (* 1899)
- 27. März: Hanna Malewska, polnische Schriftstellerin (* 1911)
- 7. April: Laryssa Henijusch, belarussische Dichterin und Schriftstellerin (* 1910)
- 19. April: Jerzy Andrzejewski, polnischer Schriftsteller (* 1909)
- 07. Mai: Peter Edel, deutscher Grafiker und Schriftsteller (* 1921)
- 07. Mai: József Romhányi, ungarischer Drehbuchautor, Librettist und Lyriker (* 1921)
- 08. Mai: John Fante, US-amerikanischer Schriftsteller italienischer Abstammung (* 1909)
- 25. Mai: Elisabet van Randenborgh, deutsche Schriftstellerin (* 1893)
- 01. Juni: Anna Seghers, deutsche Schriftstellerin (* 1900)
- 03. Juni: Franz Joachim Behnisch, deutscher Schriftsteller (* 1920)
- 06. Juni: Hans Leip, deutscher Dichter und Schriftsteller (* 1893)
- 02. Juli: Vladimír Neff, tschechischer Schriftsteller, Übersetzer, Drehbuchautor (* 1909)
- 25. Juli: René Fallet, französischer Schriftsteller (* 1927)
- 01. August: Alice Schmidt, deutsche Schriftstellerin (* 1916)
- 14. August: Rainer Brambach, Schweizer Schriftsteller (* 1917)
- 03. Oktober: Kurt Kusenberg, deutscher Kunstkritiker und Schriftsteller (* 1904)
- 24. Oktober: Wolfgang Ecke, deutscher Schriftsteller (* 1927)
- 06. November: Della Gould Emmons, US-amerikanische Schriftstellerin (* 1890)
- 27. November: Jorge Ibargüengoitia, mexikanischer Schriftsteller und Dramatiker (* 1928)
- 27. November: Ángel Rama, uruguayischer Schriftsteller, Romanist und Hispanist (* 1926)
- 27. November: Manuel Scorza, peruanischer Lyriker und Schriftsteller (* 1928)
- 27. November: Marta Traba, argentinische Schriftstellerin und Kunsthistorikerin (* 1930)
- 13. Dezember: Mary Renault, britische Schriftstellerin (* 1905)
- 27. Dezember: Arnold Kübler, Schweizer Schriftsteller (* 1890)